# Lucilia meigenii
Lucilia meigenii är en tvåvingeart som beskrevs av Ignaz Rudolph Schiner 1861. Lucilia meigenii ingår i släktet Lucilia och familjen spyflugor. Inga underarter finns listade i Catalogue of Life.